# Luis Mosquera (Fußballspieler, 1959)
Luis Alberto Mosquera Rivera (* 3. Oktober 1959 in Coquimbo) ist ein ehemaliger chilenischer Fußballspieler. Der Abwehrspieler nahm an den Olympischen Spielen 1984 teil.

## Karriere

### Verein
Luis Mosquera spielte den Großteil seiner Karriere beim CF Universidad de Chile. Mit Ausnahme von der Saison 1985, in der der Verteidiger für Audax Italiano auflief, spielte er von 1977 bis 1988 beim Universitätsklub. Nach der Zeit bei La U zog es ihn ins Ausland, wo er seine letzten Karrierejahre in Mexiko beim CF Monterrey und in Kanada bei Edmonton Brick Men verbrachte.

### Nationalmannschaft
Luis Mosquera debütierte im April 1983 in der Nationalmannschaft bei der 2:3-Freundschaftsspielniederlage gegen Brasilien, als er für Héctor Díaz eingewechselt worden war. Es blieb das einzige A-Länderspiel für Mosquera.
Mit der U-23-Auswahl nahm er an den Olympischen Spielen 1984 teil. Nach dem zweiten Platz in der Gruppenphase hinter dem späteren Olympiasieger Frankreich schied Chile im Viertelfinale gegen Italien nach Verlängerung aus.